# PokéPark 2 : Le Monde des vœux
PokéPark 2 : Le Monde des vœux, connu sous le nom ポケパーク2 ＢＷ ビヨンド・ザ・ワールド (Poké Park 2: BW - Beyond the World) au Japon, est un jeu vidéo d'action-aventure de la franchise Pokémon sur Wii. Développé par Creatures Inc. et édité par The Pokémon Company, il sort le 12 novembre 2011 au Japon, le 27 février 2012 en Amérique du Nord, et le 23 mars 2012 en Europe.
Le jeu est la suite de PokéPark Wii : La Grande Aventure de Pikachu. Dans PokéPark 2, Pikachu se rend vers un nouveau PokéPark avec son meilleur ami Tiplouf.

## Synopsis
Le jeu commence avec les Pokémon légendaires Reshiram et Zekrom discutant d’une nouvelle menace pesant sur le Poképark. Ils font allusion à une « lumière au milieu des ténèbres » alors que Pikachu arrive à la Plage des Mélodies, dans la Zone de la Baie, la zone d’ouverture du jeu, accompagné de son ami Tiplouf. Pikachu et Tiplouf découvrent le Parc des Vœux, une dimension mystérieuse accessible via des portails présents dans chaque région du Poképark, et réalisent rapidement qu’il s’agit d’un piège destiné à envoûter les habitants du Poképark. Moustillon arrive pour tenter de libérer les Pokémon capturés, mais il est contraint de fuir avec les deux amis, tandis que Tiplouf est fait prisonnier. Pikachu et Moustillon s’échappent vers la Plage des Mélodies.
Pikachu et Moustillon apprennent que pour libérer les Pokémon envoûtés, ils doivent vaincre les chefs de chaque « attraction » du Parc des Vœux et faire sonner les Cloches des Vœux accessibles depuis chacune des quatre zones : la Zone de la Baie, la Zone de l’Arbre, la Zone du Roc et la Zone Techno. Après avoir lié suffisamment d’amitiés pour ouvrir le portail vers le Parc des Vœux grâce au Pouvoir de l’Amitié, le duo vainc la première zone du parc, puis fait de même pour les zones de l’Arbre et du Roc, où ils s’allient respectivement avec Vipélierre et Gruikui. Cependant, au fil de leur progression dans le parc, ils remarquent un Vortex Sombre qui grandit dans le ciel et comprennent que le mal émanant du Parc des Vœux le fait se rapprocher du Poképark.
Une fois l’attraction de la zone Techno vaincue, les quatre sections du Parc des Vœux, autrefois séparées en îles flottantes, sont réunies, donnant accès à l’île centrale menant au Palais des Vœux. Là, ils libèrent Tiplouf et affrontent le maître du Parc des Vœux, Darkrai, qui efface les souvenirs des quatre Pokémon jouables et les renvoie dans leurs zones respectives. Pikachu retrouve ses trois amis alors que la menace du Vortex Sombre devient de plus en plus pressante. Ensemble, ils retournent au Parc des Vœux pour vaincre Darkrai. Une fois Darkrai vaincu, le vortex commence à engloutir le parc. Darkrai prend alors conscience du mal qu’il a causé au monde et se sacrifie pour arrêter le vortex.
Voulant sauver Darkrai, Pikachu et ses amis partent à la recherche de Reshiram et Zekrom, en trouvant leurs sanctuaires situés respectivement dans la nouvelle Zone Arcanique et dans le Palais des Vœux, et leur demandent de sauver Darkrai du néant. Ils se lient d’amitié avec chacun des deux Pokémon légendaires après les avoir affrontés en combat. Une fois les deux légendaires devenus leurs alliés, ils ramènent Darkrai du vortex, et celui-ci promet de rester pacifique.

## Système de jeu
PokéPark 2 : Wonders Beyond est principalement un jeu solo, à l’exception des mini-jeux d’attractions qui offrent des fonctionnalités multijoueur pouvant accueillir jusqu’à quatre personnes. Le joueur contrôle l’un des quatre Pokémon disponibles — Pikachu, Moustillon, Vipélierre et Gruikui — et peut les échanger à tout moment ; chaque Pokémon possède ses propres capacités spéciales.
Divers Pokémon rencontrés au cours du jeu défieront le joueur à travers plusieurs types de jeux. En mode poursuite, le joueur doit attraper l’adversaire dans un temps imparti. En mode combat, le joueur doit vaincre son adversaire au cours d’un affrontement. D’autres Pokémon proposeront parfois des défis différents, comme des quiz ou des parties de cache-cache.
Une fois un adversaire vaincu, celui-ci devient généralement ami avec le joueur et est ajouté au Carnet d'Amis (« Pal Pad »), qui répertorie les informations sur tous les Pokémon présents dans le jeu. Ces amis peuvent ensuite aider le joueur à ouvrir les Portails Affiches, qui servent d’entrées vers le Parc des Vœux, lieu où résident les principaux antagonistes du jeu.

## Accueil
- Jeuxvideo.com : 13/20[2]
- IGN : 6,5/10[3]
- Nintendo Power : 5,5/10

Comme le premier jeu, PokéPark 2 : Wonders Beyond a reçu un accueil mitigé. Nintendo Power lui a attribué une note de 5,5/10, déclarant que « le gameplay est bancal » et que « ceux qui cherchent un jeu profond devraient revoir leurs attentes ». IGN a donné une note de 6,5/10, affirmant que « nous ferions mieux d’attendre le prochain véritable titre Pokémon ». Nintendo Life a, quant à lui, donné un 7/10, en disant que le jeu est « simple, mais amusant ».